# Sjóvar
Sjóvar è un comune delle Isole Fær Øer. Ha una popolazione di 1 033 abitanti e fa parte della regione di Eysturoy sull'isola omonima.
Il comune comprende le località di Innan Glyvur, Kolbanargjógv, Morskranes, Selatrað e Strendur (capoluogo).